# Fedtshenkomyia
Fedtshenkomyia är ett släkte av tvåvingar. Fedtshenkomyia ingår i familjen styltflugor.
Kladogram enligt Catalogue of Life:
| Fedtshenkomyia | \| \| Fedtshenkomyia caucasicus \| \| \| \| \| \| Fedtshenkomyia chrysotymoides \| \| \| \| |
|                | \| \| Fedtshenkomyia caucasicus \| \| \| \| \| \| Fedtshenkomyia chrysotymoides \| \| \| \| |
|                | Fedtshenkomyia caucasicus                                                                   |
|                |                                                                                             |
|                | Fedtshenkomyia chrysotymoides                                                               |
|                |                                                                                             |